# Escuela de Comando y Estado Mayor del Ejército
La Escola de Comando e Estado-Maior do Exército – ECEME (Escuela de Comando y Estado Mayor del Ejército) – Escola Marechal Castello Branco - localizada en el barrio de Urca, en la ciudad de Río de Janeiro, Brasil, es una institución de enseñanza del Ejército Brasileño, con la misión de preparar oficiales superiores para el ejercicio de funciones de Estado Mayor, mando, jefatura, dirección y asesoramiento. Además, coopera con los órganos de dirección general y sectorial en el desarrollo de la doctrina para la preparación y el empleo de la Fuerza Terrestre.

## Historia

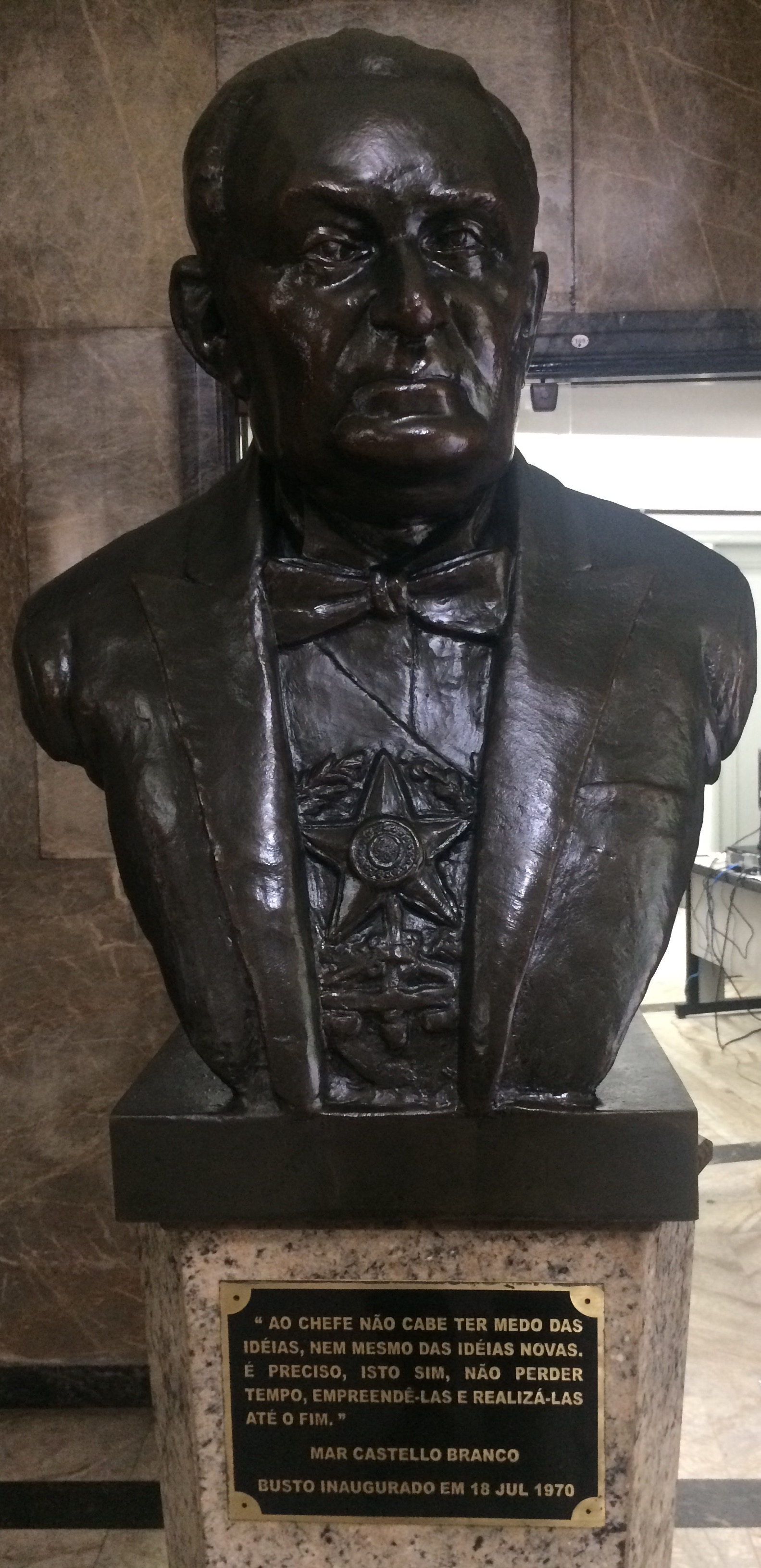
Busto del Mariscal Castello Branco, en la entrada de la ECEME.

Cuando se trasladó la corte portuguesa al Brasil (1808-1821), la misma se estableció en Río de Janeiro, dentro de sus funciones, tenía también la misión de dirigir y coordinar las actividades del Ejército Portugués.
Posteriormente, a principios del siglo XX, a través del Decreto de 2 de octubre de 1905 se creó la Escuela de Estado Mayor. Con su implantación pasaron a ser administrados regularmente, a los oficiales superiores del Ejército Brasileño, enseñanzas estratégicas, tácticas y logísticas, indispensables para la preparación y el empleo de la Fuerza Terrestre que se modernizaba.
Con el término de la Primera Guerra Mundial (1918), el gobierno brasileño fue a buscar, en Francia, instructores especializados en asuntos relacionados con el arte de la guerra. Los oficiales de la llamada Misión Militar Francesa, la cual se extendió hasta 1940, proporcionaron la actualización doctrinaria a los oficiales de la Escuela de Estado Mayor, tanto en términos de nuevos procesos de combate, como también en publicaciones sobre tácticas de las armas, servicios en campaña y jefatura militar.
La participación del Brasil en la Segunda Guerra Mundial, en particular con la constitución de la Fuerza Expedicionaria Brasileña, trajo modificaciones profundas en la doctrina, curriculum, métodos de enseñanza y de trabajo, además del propio ambiente dentro de la Escuela de Estado Mayor. El retorno de los últimos tres miembros de la misión militar francesa, y los acuerdos militares con los estadounidenses, contribuyeron decisivamente para que esas modificaciones sucedieran. Se abrió así, a partir de 1940, una nueva etapa en la trayectoria de la Escuela, marcada por su instalación definitiva en el actual edificio, en la Praia Vermelha.
El 26 de enero de, 1967 fue hecho miembro honorario de la Orden Militar de Avis de Portugal. De entre sus 57 comandantes, destacan figuras notables como el presidente Humberto de Alencar Castelo Branco y los Ministros Nestor Sezefredo dos Passos, Henrique Teixeira Lott, Zenildo Gonzaga Zoroastro de Lucena, Ivan de Sousa Mendes y Sérgio Westphalen Etchegoyen.

## Presentación
En consonancia con las directrices del Estado Mayor del Ejército, la Escuela implantó proyectos de modernización y de mejora de gestión. De la misma manera, por medio de proyectos específicos, se buscó preservar los objetos y el acervo histórico, así como la memoria de antiguos comandantes que le confiaron bibliotecas y objetos personales.
La Escuela adopta diversos curriculum y Planes de Disciplinas correspondientes a los cursos ofrecidos, utilizando la enseñanza por competencias. Se busca una permanente actualización de los curriculum que se revisan periódicamente con la utilización de una metodología propia de base científica, especialmente desarrollada para el sistema de enseñanza del Ejército Brasileño.
La sistemática de evaluación escolar viene siendo constantemente perfeccionada, involucrando el desempeño del alumno en las actividades escolares, especialmente en los trabajos en grupo y en los resultados de las pruebas formales a las que es sometido.
La Escuela busca enfatizar la integración y el método de trabajo en grupo en las diversas actividades escolares, adopta un programa de lectura para estimular el hábito de la lectura, ampliar la cultura de los oficiales y desarrollar una amplia relación externa con entidades de enseñanza, civiles y militares, buscando la cooperación en diversas áreas de la enseñanza.
La Escuela cuenta con un moderno espacio cultural, reuniendo en un mismo ambiente la biblioteca, un salón de recepción y un salón de exposiciones. La biblioteca dispone de un vasto acervo de obras para consulta, además está ligada a otras bibliotecas del país y extranjeras, siendo especializada en ciencia militar.
La Escuela propicia a sus alumnos visitas a sitios históricos como la Fortaleza de Santa Cruz, los Fuertes Imbuhy y de Río Branco, el Museo Histórico del Ejército, el Museo Histórico Nacional, el Monumento a los muertos de la II Guerra Mundial y exposiciones de interés cultural.
El mantenimiento del condicionamiento físico es fundamental para el buen rendimiento escolar. El Entrenamiento Físico Militar está insertado en el Plan de Disciplinas y establece también exámenes médicos de niveles de colesterol, tasas de grasa y prueba de esfuerzo, que se aplican anualmente a los alumnos y pasantes, con el apoyo del Centro de Capacitación Física del Ejército (CCEFEx).

## El Concurso de Admisión
Conforme a lo previsto en las Instrucciones Reguladoras del Concurso de Admisión y de la Matrícula en la ECEME (IRCAM), el proceso selectivo para los CAEM se ejecuta en tres subprocesos: la inscripción, la selección institucional y la selección intelectual.
La solicitud de inscripción es realizada por medio del  Portal de Educación del Ejército, por Internet, y queda sujeta al Comandante de la ECEME. Todas las solicitudes de inscripción que estén de acuerdo con las IRCAM serán deferidas y remitidas a la Dirección de Evaluación y Promoción del Ejército (DAProm) y servirán de subsidio para el segundo subproceso, la selección institucional, realizada por la Comisión Permanente de Sindicación de esa Dirección.
El tercer subproceso, la selección intelectual, es realizado por medio de pruebas discursivas aplicadas a los candidatos aptos en la selección institucional, a cargo de la ECEME. Son pruebas realizadas en los mismos moldes de aquellas del Curso de Preparación a los CAEM (con informaciones abajo). En este contexto, el CP-CAEM tiene íntima conexión con el concurso, ya que para realizar el CA / ECEME el candidato debe haber sido aprobado en el CP-CAEM. Así, la preparación (los primeros pasos) para el concurso a la Escuela comienza con la realización del Curso de Preparación.
Pero, después de todo, ¿para qué es necesario un concurso de admisión para el ingreso en la ECEME?
El motivo principal es que el Concurso selecciona a los futuros dirigentes de la Fuerza Terrestre. Por lo tanto en las funciones que vendrán a desempeñar, serán exigidos en capacidades cognitivas y afectivas, que pueden ser así sintetizadas:
1. Envasamientos intelectuales y culturales, necesarios para el futuro oficial del Estado Mayor y asesor de alto nivel de la fuerza;
2. Conocimiento interdisciplinario de Historia y Geografía, necesario para la continuidad de la institución de carácter permanente "Ejército Brasileño", en una nación con las dimensiones y proyección de Brasil; y
3. Capacidad de resolución de problemas de forma sintética, clara, objetiva, coherente, con reducida disponibilidad de tiempo.
¿Qué es el Concurso de Admisión a la ECEME? El CA, para los oficiales de las Armas, de los Cuadros de Material Bélico y de Ingenieros Militares y del Servicio de Intendencia, está constituido de 02 (dos) pruebas, las cuales abarcan las disciplinas de Geografía e Historia. Los oficiales de Salud realizan solamente la prueba de Geografía. Todos los candidatos ya deben estar habilitados en algún idioma extranjero.

## Cursos
Todos los cursos de la Escuela son de posgrado y ministrados en consonancia con la legislación que regula la enseñanza de grado superior en el país y conforme lo prescripto en el Reglamento de la Ley de Enseñanza del Ejército. Son ellos:
- Curso de Política, Estrategia y Alta Administración del Ejército (CPEAEx);
- Curso Internacional de Estudios Estratégicos (CIEE);
- Cursos de Altos Estudios Militares (CAEM): el Curso de Comando y Estado Mayor (CCEM); el Curso de Dirección para Ingenieros Militares (CDEM); el Curso de Jefatura y Estado Mayor para Oficiales Médicos (CCEM / Med); y el Curso de Comando y Estado Mayor para Oficiales de Naciones Amigas (CCEM / ONA);
- Curso de Preparación a los Cursos de Altos Estudios Militares (CP / CAEM); y
- Investigación y Posgrado en Ciencias Militares stricto sensu (PPGCM-SS).

### Curso de Política, Estrategia y Alta Administración del Ejército - CPEAEx
Destinado a Coroneles seleccionados por mérito, con la duración de un año y con vacantes para oficiales de la Marina y Aeronáutica. El objetivo general de este curso es el de habilitar y capacitar oficiales para el asesoramiento a los más altos escalones de las Fuerzas Singulares.

### Cursos de Altos Estudios Militares – CAEM
Los cuatro cursos de Altos Estudios Militares están así divididos:

#### Curso de Comando y Estado Mayor – CCEM
En el caso de las Armas (Infantería, Caballería, Artillería, Ingeniería, Comunicaciones), Servicio de Intendencia y del Cuadro de Material Bélico (QMB) habilita al ejercicio de cargos y funciones de estado mayor de grandes unidades (Brigadas) y grandes comandos, así como para los ejercicios de cargo y funciones de comandantes de esos mismos niveles de mando y de otros privativos de oficial general combatiente. La duración del curso es de dos años y se destina a oficiales en los puestos de Mayor y Teniente Coronel.

#### Curso de Comando y Estado Mayor para Médicos - CCEM / Med
Los objetivos son habilitar y capacitar a esos oficiales al ejercicio de cargos y funciones de estado mayor peculiares al Servicio de Salud en los escalones de mando pertinentes, ya los cargos y funciones de dirección privativos de oficial general del respectivo servicio. Para un universo de Mayores y Tenientes Coroneles, el curso tiene una duración de un año.

#### Curso de Dirección para Ingenieros Militares – CDEM
Con el fin de proporcionar a los oficiales de ese marco (QEM) conocimientos esenciales a la conducción y asesoramiento de actividades relacionadas con la Movilización Industrial y habilitarlos al ejercicio de cargos y funciones previstos en el cuadro de oficiales generales ingenieros militares. El curso es frecuentado por Mayores, Tenientes Coroneles y Coroneles y tiene una duración de un año.

#### Curso de Comando y Estado Mayor para Oficiales de Naciones Amigas - CCEM / ONA
Tiene por objetivos capacitar a esos oficiales al ejercicio de cargos y funciones de estado mayor y estrechar los lazos de amistad con los países representados. La duración del curso es de un año.

### Curso de Preparación a los Cursos de Altos Estudios Militares - CP-CAEM
El Curso de Preparación al CAEM tiene una duración aproximada de doce meses. Se realiza en la modalidad de enseñanza no presencial (enseñanza a distancia - EAD) y se imparte de forma obligatoria, siendo la aprobación condición necesaria para la realización del CA / ECEME, CGAEM y selección a la Calificación Funcional específica (QFE). El CP-CAEM utiliza, como herramienta de enseñanza, una moderna plataforma virtual de aprendizaje (denominada EB Aula), en función de que sus alumnos están esparcidos en las diversas guarniciones militares dentro del territorio nacional y en el exterior.
El curso tiene por objetivos:
1. Capacitar oficiales para participar de los procesos selectivos a los cursos de la ECEME, en condiciones de igualdad, independientemente del lugar donde estén sirviendo;
2. Proporcionar una base cultural adecuada para el buen desempeño de los oficiales en los cursos de la ECEME; y
3. Ampliar los conocimientos generales de los oficiales del EB, privilegiando la Historia y la Geografía y teniendo como disciplinas instrumentales la Historia Militar, Introducción a la Geopolítica y la Estrategia, Expresión Escrita y Método para la Solución de Cuestiones, consideradas esenciales en la maduración cultural y profesional del oficial superior y futuro jefe.
El universo de los alumnos matriculados en el CP / CAEM está constituido por oficiales voluntarios de las Armas, del Servicio de Intendencia, del Cuadro de Material Bélico, del Cuadro de Ingenieros Militares y del Cuadro de Médicos.

### Investigación y Postgrado en Ciencias Militares Stricto Sensu
La ECEME lleva desde 2001 sus PPG en los niveles Lato Sensu (Especialización) y Stricto Sensu (Maestría) y, a partir de 2005, el Stricto Sensu (Doctorado), todos en Ciencias Militares. El Stricto Sensu se encuentra acreditado junto a CAPES, tanto la maestría como el doctorado, y se destina a militares y civiles, nacionales o extranjeros, con el objetivo de formar profesionales de alta calificación.
Los programas están organizados en un área de concentración y sus respectivas líneas de investigación, que comprenden los asuntos de interés de la ECEME / Ejército Brasileño, así como temas de interés del área de defensa nacional, conforme abajo especificados:
| ÁREA DE CONCENTRACIÓN | LÍNEAS DE BÚSQUEDA             | ASUNTOS | ASUNTOS                                                                                        |
| --------------------- | ------------------------------ | --- | ---------------------------------------------------------------------------------------------- |
| DEFENSA NACIONAL      | Gestión de la Defensa          | 1. Administración | - Organizaciones Militares - Presupuestaria y Financiera - De salud - De C & T                 |
| DEFENSA NACIONAL      | Gestión de la Defensa          | 2. Gestión pública (incluido el BID *) 3. Liderazgo Estratégico y Militar 4. Gestión de Procesos 5. Gestión de proyectos 6. Logística y Movilización |                                                                                                |
| DEFENSA NACIONAL      | Estudios de la Paz y la Guerra | 1. Doctrina Militar | - Preparación y Empleo de la Fuerza Terrestre - Sistemas operacionales - Operaciones conjuntas |
| DEFENSA NACIONAL      | Estudios de la Paz y la Guerra | 2. Seguridad y Defensa 3. Geopolítica y Estrategia 4. Estudios prospectivos 5. Relaciones Internacionales 6. Historia Organizacional y Militar       |                                                                                                |

## Cronología
- 1905 - Creación de la Escuela de Estado Mayor (EEM), subordinada al Estado Mayor del Ejército (EME).
- 1906 - Inicio del funcionamiento en el antiguo edificio del Ministerio de la Guerra, en el ala volcada hacia la Central de Brasil.
- 1907 - Instalación provisional en la extinta Escuela Militar de Brasil, en la Praia Vermelha.
- 1909 - Diplomación de la primera clase; aumento del curso para tres años e inclusión de la enseñanza de Estrategia y de la Historia Militar.
- 1916 - Inicio de la participación de autoridades civiles y militares como conferencistas en la Escuela.
- 1918 - Suspensión temporal de las actividades escolares como consecuencia de la Primera Guerra Mundial.
- 1920 - Reinicio de las actividades en el ala norte del antiguo Ministerio de la Guerra; el inicio de la orientación de la Misión Militar Francesa.
- 1921 - Instalación en el edificio ocupado por el Primer Batallón de Policía del Ejército, situado en la calle Barón de Mesquita.
- 1940 - Instalación definitiva en el actual edificio de la Praia Vermelha, coincidentemente con el término de la Misión Militar Francesa.
- 1947 - Creación del Curso de Estado Mayor de Servicios.
- 1955 - Cambio de denominación a Escuela de Comando y Estado Mayor del Ejército (ECEME).
- 1964 - Introducción de las "áreas de enseñanza" en el currículo de la ECEME.
- 1965 - Reorganización de la ECEME para atender la nueva sistemática de enseñanza y creación del Curso de Preparación a la ECEME.
- 1968 - Sustitución de las áreas de enseñanza por secciones de enseñanza.
- 1969 - Cambio de subordinación del EME a la Dirección de Formación y Perfeccionamiento (DFA), órgano del Departamento de Enseñanza e Investigación (DEP) del Ministerio del Ejército.
- 1977 - Inicio del curso de Estado Mayor con duración de dos años; diplomado de la primera clase del Curso de Dirección para Ingenieros Militares.
- 1986 - Creación del Curso de Política, Estrategia y Alta Administración del Ejército (CPEAEx).
- 1988 - Diplomación de la primera clase del CPEAEx
- 1996 - Inicio de la reestructuración de la Escuela para adecuación a la modernización del Sistema de Enseñanza del Ejército.
- 2001 - Implementación del Programa de Postgrado de la ECEME.
- 2005 - Conmemoración del Centenario de la ECEME y denominación Histórica de Escuela Mariscal Castello Branco;
- 2006 - Creación del Curso de Gestión y Asesoramiento de Estado Mayor;
- 2012 - Creación del Instituto Meira Mattos;
- 2015 - Reconocimiento del Máster Académico por el Ministerio de Educación;
- 2016 - Implementación de la Enseñanza por competencias y reestructuración de la Escuela para adecuación a esa enseñanza; Reconocimiento del Doctorado Académico por el Ministerio de Educación;
- 2017 - Transferencia del CGAEM a la Escuela de Formación Complementaria del Ejército (EsFCEx).